# Aïn Defla (provincie)
Aïn-Defla (Arabisch: عين الدفلى) is een stad en wilaya ("provincie") in het noorden van Algerije, gelegen ten zuidwesten van Algiers. Aïn-Defla betekent letterlijk "bron van de oleander". De provincie bestrijkt een gebied van 4891 km².
De stad werd door de Fransen "Duperré" genoemd, ter herinnering aan admiraal Guy-Victor Duperré. De belangrijkste activiteit in Aïn-Defla is de landbouw (aardappelen, paprika en sinaasappel). Historisch gezien heeft de stad de Romeinse tijdperk meegemaakt, dat is te zien dankzij de "Oppidum Novum".